# Числа Лаха
Числа Лаха, открытые математиком из Словении Иво Лахом в 1955 — это коэффициенты, выражающие возрастающие факториалы через убывающие факториалы.
Беззнаковые числа Лаха имеют интересное значение в комбинаторике — они отражают число способов, каким множество из  n элементов может быть разбито на k непустых упорядоченных подмножеств. Числа Лаха связаны с числами Стирлинга.
Беззнаковые числа Лаха  (последовательность A105278 в OEIS):
{\displaystyle L(n,k)={n-1 \choose k-1}{\frac {n!}{k!}}.}
Числа Лаха со знаками (последовательность A008297 в OEIS):
{\displaystyle L'(n,k)=(-1)^{n}{n-1 \choose k-1}{\frac {n!}{k!}}.}
L(n, 1) всегда равно  n!. В вышеупомянутой интерпретации разбиения множества {1, 2, 3} на 1 множество может быть осуществлено 6 способами:
{(1, 2, 3)}, {(1, 3, 2)}, {(2, 1, 3)}, {(2, 3, 1)}, {(3, 1, 2)}, {(3, 2, 1)}
L(3, 2) соответствует 6 разбиениям на два упорядоченных множества:
{(1), (2, 3)}, {(1), (3, 2)}, {(2), (1, 3)}, {(2), (3, 1)}, {(3), (1, 2)} or {(3), (2, 1)}
L(n, n) всегда равно 1, поскольку, например, разбиение множества {1, 2, 3} на 3 непустых подмножества приводит к подмножествам длины 1.
{(1), (2), (3)}
При использовании обозначения  Карамата —  Кнута для чисел Стирлинга было предложено использовать следующее альтернативное обозначение чисел Лаха:
{\displaystyle L(n,k)=\left\lfloor {\begin{matrix}n\\k\end{matrix}}\right\rfloor .}

## Возрастающие и убывающие факториалы
Пусть {\displaystyle x^{(n)}} обозначает возрастающий факториал {\displaystyle x(x+1)(x+2)\cdots (x+n-1)}, а {\displaystyle (x)_{n}} —  убывающий факториал {\displaystyle x(x-1)(x-2)\cdots (x-n+1)}.
Тогда {\displaystyle x^{(n)}=\sum _{k=1}^{n}L(n,k)(x)_{k}} and {\displaystyle (x)_{n}=\sum _{k=1}^{n}(-1)^{n-k}L(n,k)x^{(k)}.}
Например, {\displaystyle x(x+1)(x+2)={\color {red}6}x+{\color {red}6}x(x-1)+{\color {red}1}x(x-1)(x-2).}
Сравните с третьей строкой таблицы значений.

## Тождества и связи
{\displaystyle L(n,k)={n-1 \choose k-1}{\frac {n!}{k!}}={n \choose k}{\frac {(n-1)!}{(k-1)!}}={n \choose k}{n-1 \choose k-1}(n-k)!}
{\displaystyle L(n,k)={\frac {n!(n-1)!}{k!(k-1)!}}\cdot {\frac {1}{(n-k)!}}=\left({\frac {n!}{k!}}\right)^{2}{\frac {k}{n(n-k)!}}}
{\displaystyle L(n,k+1)={\frac {n-k}{k(k+1)}}L(n,k).}
{\displaystyle L(n,k)=\sum _{j}\left[{n \atop j}\right]\left\{{j \atop k}\right\},} где {\displaystyle \left[{n \atop j}\right]} — числа Стирлинга первого рода, а  {\displaystyle \left\{{j \atop k}\right\}} —  числа Стирлинга второго рода. Если принять, что {\displaystyle L(0,0)=1} и {\displaystyle L(n,k)=0} при  {\displaystyle k>n}.
{\displaystyle L(n,1)=n!}
{\displaystyle L(n,2)=(n-1)n!/2}
{\displaystyle L(n,3)=(n-2)(n-1)n!/12}
{\displaystyle L(n,n-1)=n(n-1)}
{\displaystyle L(n,n)=1}
{\displaystyle \sum _{n\geq k}L(n,k){\frac {x^{n}}{n!}}={\frac {1}{k!}}\left({\frac {x}{1-x}}\right)^{k}}

## Таблица значений
Таблица значений чисел Лаха:
| {\displaystyle _{n}\!\!\diagdown \!\!^{k}} | 1         | 2          | 3          | 4          | 5          | 6         | 7        | 8       | 9      | 10   | 11  | 12 |
| ------------------------------------------ | --------- | ---------- | ---------- | ---------- | ---------- | --------- | -------- | ------- | ------ | ---- | --- | -- |
| 1                                          | 1         |            |            |            |            |           |          |         |        |      |     |    |
| 2                                          | 2         | 1          |            |            |            |           |          |         |        |      |     |    |
| 3                                          | 6         | 6          | 1          |            |            |           |          |         |        |      |     |    |
| 4                                          | 24        | 36         | 12         | 1          |            |           |          |         |        |      |     |    |
| 5                                          | 120       | 240        | 120        | 20         | 1          |           |          |         |        |      |     |    |
| 6                                          | 720       | 1800       | 1200       | 300        | 30         | 1         |          |         |        |      |     |    |
| 7                                          | 5040      | 15120      | 12600      | 4200       | 630        | 42        | 1        |         |        |      |     |    |
| 8                                          | 40320     | 141120     | 141120     | 58800      | 11760      | 1176      | 56       | 1       |        |      |     |    |
| 9                                          | 362880    | 1451520    | 1693440    | 846720     | 211680     | 28224     | 2016     | 72      | 1      |      |     |    |
| 10                                         | 3628800   | 16329600   | 21772800   | 12700800   | 3810240    | 635040    | 60480    | 3240    | 90     | 1    |     |    |
| 11                                         | 39916800  | 199584000  | 299376000  | 199584000  | 69854400   | 13970880  | 1663200  | 11880   | 4950   | 110  | 1   |    |
| 12                                         | 479001600 | 2634508800 | 4390848000 | 3293136000 | 1317254400 | 307359360 | 43908480 | 3920400 | 217800 | 7260 | 132 | 1  |

## Современное практическое применение
В последние годы числа Лаха используются в стеганография для сокрытия данных в изображениях. По сравнению с такими альтернативами, как DCT, DFT и DWT, они имеют меньшую сложность—{\displaystyle O(n\log n)}—вычисления их целочисленных коэффициентов.
Преобразования Лаха и Лагерра естественно возникают при пертурбативном описании хроматической дисперсии.

В оптика Лаха-Лагерра такой подход значительно ускоряет решение задач оптимизации.